# 킨볼
킨볼(Kin-Ball)은 1984년 마리오 뒤머에 의해 만들어진 실내 스포츠이다.

## 역사
1984년 캐나다 몬트리올 대학교 체육학부를 졸업하고 퀘벡에서 체육 교사를 하고 있던 마리오 뒤머에 의해 고안되었다. 이후 캐나다는 물론 미국에서도 많은 학교와 지역에서 채용되었으며 벨기에, 프랑스, 독일, 스페인 등 유럽과 말레이시아, 브라질 등에도 퍼졌다.

## 개요
모든 사람들이 협동하여 참여할 수 있는 경기로 운동능력이 낮은 사람들도 동등하게 참여가 가능하며, 현재 전 세계 18여 개 국가에서 즐기고 있는 스포츠이다. 협동, 참여, 존중, 배려의 킨볼 정신은 학교 체육에서의 학교폭력과 저 체력(비만) 등의 문제 해결을 위한 스포츠이며, 누구나 쉽고 재밌게 할 수 있어 체육에 대한 저항감이 많은 학생에게도 좋은 스포츠이다.

## 옴니킨
OMNI(모든,조화로운)+KINESIOLOGY(신체운동학)의 합성어로 'OMNIKIN'즉,'조화로운 신체활동'이라는 의미를 지닌 단어이다.